# Ait Naoual Mezada
Ait Naoual Mezada (em árabe: آيت نوال مزادة) é uma comuna localizada na província de Sétif, Argélia. Sua população estimada em 2008 era de 5 630 habitantes.